# 1975年のメジャーリーグベースボール
以下は、メジャーリーグベースボール（MLB）における1975年のできごとを記す。
1975年4月7日に開幕し10月22日に全日程を終え、アメリカンリーグはボストン・レッドソックス(東地区優勝)が8年ぶり9度目のリーグ優勝で、ナショナルリーグはシンシナティ・レッズ(西地区優勝)が3年ぶり7度目のリーグ優勝であった。
ワールドシリーズはシンシナティ・レッズがボストン・レッドソックスを4勝3敗で破り25年ぶり3度目のワールドシリーズ制覇となった。
1974年のメジャーリーグベースボール - 1975年のメジャーリーグベースボール - 1976年のメジャーリーグベースボール

## できごと
アメリカンリーグ
- 東地区は、レッドソックスが23歳のフレッド・リン(打率.331・本塁打21本・打点105)と22歳のジム・ライス(打率.309・本塁打22本・打点102)の若い新人外野手がチームを引っ張り、これに前年にレギュラーとなった23歳のドワイト・エバンスとで若手外野陣が活躍してリーグ最多の796得点を記録した。投手はリック・ワイズ(19勝)、ルイス・ティアント(18勝)、ビル・リー(17勝)がいて、故障で戦列を離れていたカールトン・フィスク(打率.331・本塁打10本・52打点)捕手が6月下旬に復帰して、そして7月上旬から10連勝し以後は首位を独走し、95勝で東地区を初優勝した。西地区は、アスレチックスのオーナーであるチャーリー・O・フィンリーが前年の契約を完全履行しなかった失態から キャットフィッシュ・ハンターは自由契約となってヤンキースへ移籍したが、ヴァイダ・ブルー(22勝)、ケン・ホルツマン(18勝)の両左腕が健在で、打撃陣はレジー・ジャクソン(打率.289・本塁打36本・打点104)、ジーン・テナス(本塁打29本)、20歳のクローデル・ワシントン(打率.308・盗塁40)らがいて地区5連覇となった。リーグチャンピオンシップシリーズは、レッドソックスがアスレチックスにあっさり3連勝して8年ぶりのワールドシリーズ進出を決めた。アスレチックスは、オーナーと選手たちとの確執が深まり、この翌年にフリー・エージェント制度の導入とともにほとんどの主力選手がアスレチックスから離れてチームは弱体化した。
- 個人タイトルは、ツインズの ロッド・カルー (打率.359)が4年連続5度目の首位打者、アスレチックスのレジー・ジャクソン(本塁打36本)が2年ぶり2度目の本塁打王、ブルワーズの ジョージ・スコット(本塁打36本・打点109)が初の本塁打王と打点王となった。盗塁王はエンゼルスのミッキー・リバース(盗塁70)で彼はこの翌年ヤンキースに移籍した。そしてこの年にヤンキースに移ったキャットフィッシュ・ハンター(23勝)が2年連続最多勝となり、これが5年連続20勝となった。オリオールズのジム・パーマー(23勝・防御率2.09)が初の最多勝と2年ぶり2度目の最優秀防御率を獲得し、以降3年連続最多勝を続け、1970年から1978年までに1年を除いて20勝を8回記録した。そしてエンゼルスの フランク・タナナ(奪三振269)が同じエンゼルスのライアンを抑えて最多奪三振となった。リーグMVPはレッドソックスのフレッド・リンでリンは他に最優秀新人賞も受賞しており、新人王とのダブル受賞は史上初であった(リーグMVPと新人王とのダブル受賞の史上2人目は2001年のイチローである)。サイ・ヤング賞はオリオールズのジム・パーマーが選ばれた。

ナショナルリーグ
- 東地区は、前年惜しくも地区優勝を逃したパイレーツがデーブ・パーカー(打率.308・本塁打25本・打点101)がレギュラーとなり、チームの新たな顔となってウィリー・スタージェル(打率.295・本塁打22本・打点90)との二枚看板となった。マニー・サンギーエン(打率.328)捕手も活躍して5度目の東地区優勝となった。西地区は、レッズが5月半ば頃は18勝19敗と黒星先行であったが、ピート・ローズ(打率.317)を三塁手にコンバートし、その空いたレフトにジョージ・フォスター(打率.300・本塁打23本・打点78)を据えてから快進撃が始まり、9月7日に早々に地区優勝を決めた。終了時には108勝を上げていた。ジョー・モーガン(打率.327・本塁打本・打点94・盗塁67)、ジョニー・ベンチ(本塁打28本・打点110)、トニー・ペレス(本塁打20本・打点109)、投手ではドン・ガレット(15勝)、ゲイリー・ノーラン(15勝)、ジャック・ビリンガム(15勝)、他に二ケタ勝利が6人、そして新人ローリー・イーストウィック(22セーブ)がいた。この年から頭角を表したジョージ・フォスターはレッズの主砲として活躍し、レッズは捕手ジョニー・ベンチ、一塁トニー・ペレス、二塁ジョー・モーガン、遊撃デーブ・コンセプシオン、三塁ピート・ローズ、右翼ケン・グリフィー・シニア、中堅シーザー・ジェロニモ、左翼ジョージ・フォスターのビッグレッドマシンの陣容が整った。リーグチャンピオンシップシリーズは5回目出場のパイレーツと3回目出場のレッズの組み合わせで3度目となる対戦であったが、底力で勝るレッズがあっさり3連勝してリーグ優勝しワールドシリーズへ進出した。

- 個人タイトルは、カブスの ビル・マドロック (打率.354)が初の首位打者で以降9年間に4度首位打者を獲得する。フィリーズのマイク・シュミット (本塁打38本)が2年連続2度目の本塁打王、同じフィリーズのグレッグ・ルジンスキー (打点120)が初の打点王、ドジャースの デイビー・ロープス (盗塁77)が初の盗塁王となった。前年不調だったメッツのトム・シーバー (22勝・奪三振243)が2度目の最多勝と4度目の最多奪三振、パドレスのランディ・ジョーンズ (防御率 2.24)が初の最優秀防御率となった。そしてリーグMVPはレッズのジョー・モーガンで、サイ・ヤング賞はメッツのトム・シーバー であった。

ワールドシリーズ
- 1975年のレッドソックス対レッズのワールドシリーズは「史上最高のシリーズ」「史上有数の名勝負」「ドラマを超えたドラマ」として語り継がれている。第7戦までもつれ込んだ対戦のうち1点差ゲームが5試合、2試合が延長サヨナラゲーム、しかも毎試合シーソーゲームを展開し、同点・逆転の場面が13回、先制した側が勝ったのは1試合だけで後の6試合は全て逆転勝ちの試合であった。ボストンでの第1戦はレッドソックスの7回裏の先制6点がそのまま決勝点で終わったが、次の第2戦は1点差で9回表あと3人でレッドソックスの2連勝のはずが、レッズが2死3塁からケン・グリフィーの二塁打で2点を取って逆転勝ち。シンシナチでの第3戦は延長10回裏にレッズの無死1塁からの犠牲バントが打者と捕手が接触して悪送球して守備妨害との猛抗議も認められず、結局1死満塁からジョー・モーガンのサヨナラ打でレッズが2勝。第4戦は2点先制されたレッドソックスが4回表にカール・ヤストレムスキーなどの適時打で5点が入って逆転して2勝タイに。第5戦は1点先制されたレッズがトニー・ペレスの同点ソロ本塁打と2ランで快勝して3勝2敗で王手をかけた。そして歴史に残る激闘となったボストンでの第6戦はボストンで降り続く雨のため3日間雨天中止が続き、第5戦から5日後に開催され、レッドソックスが3点先制するとレッズが3点取って同点、今度はレッズが逆転して3点差とするとレッドソックスは8回裏に代打バーニー・カーボが起死回生の同点3ラン、そして9回裏無死満塁でレッドソックスのリンがレフトフライを打つと3塁走者ドイルが本塁へ走ったがジョージ・フォスターの返球で本塁アウト。11回表には1死1塁でジョー・モーガンのライトへホームラン性の大飛球をライトのエバンスが超美技でキャッチしてすぐに1塁へ好返球して走者アウトとなった。こうした数々のファインプレーで緊迫したムードの中で迎えた12回裏にレッドソックスのカールトン・フィスクが打った打球がレフトポール際に飛び、サヨナラ本塁打となった。「入れ・・入れ」と懸命に身振りでジェスチャーしたフィスクの姿がメジャーリーグの歴史に残った劇的な勝利だった。3勝3敗となって第7戦にもつれ込んだが、この試合はNBCテレビの全国中継で全米で約7,600万人が見たという。第7戦はレッドソックスが3点先制したが6回表にビリー・リーの超スローボールをトニー・ペレスが2点本塁打し、7回表にピート・ローズの適時打で同点とし、9回表にジョー・モーガンの適時打でついにレッズが逆転して球史に残る死闘は終わった。7試合通算でレッズは安打60本・本塁打9本・総得点30点、レッドソックスは安打59本・本塁打4本・総得点29点。本塁打なしの試合が3試合あってのこの数字が歴史的激闘を物語っている。シリーズMVPはピート・ローズ(打率.370・打点2・得点3)が選ばれた。

## 保留条項の崩壊
前年1974年に20勝して最多勝・ゴールドグラブ賞・ベストナインにも選ばれたドジャースのエースのアンディ・メッサースミスはシーズンが終わって契約更改の席で年俸20万ドルの3年契約を主張し、球団は渋々認めて契約書に署名する段になって突然「トレードしない」という条項を入れるように球団に要求し、ドジャースは前例がないとして拒否した。オーナーのウォルター・オマリーも怒り翌1975年の開幕を迎えても交渉は進まず、とりあえず無契約のまま1975年のシーズンに入ってドジャースのユニフォームを着て登板し、その間は球団側がとりあえず規則で定められた年俸の80％を支払った。これは「年俸は前年の25％以上減額出来ないという」という規則に従ったものであった。そしてシーズン終了後に再交渉で2年前から始まった年俸調停制度に基づく委員会に話を持ち込み、第三者の仲裁人(調停委員)の裁定に委ねられた。この時に選手会事務局長マービン・ミラーの全面的支援を受けていた。

### ピーター・サイツの仲裁
この年俸調停制度は3年前に選手側の敗訴に終わったカート・フラッド訴訟から、連盟側からの提案で設置されたもので球団側と選手側の双方の意見を聞いて仲裁人が裁定を下すものであり、その裁定はオーナーも選手も拘束されるものであった。またこの仲裁に当たってドジャースのアンディ・メッサースミスとエクスポズのデーブ・マクナリーの2人の契約更改をめぐる争いについて結論を出すものであった。マクナリーもこの年に無契約でプレーしてそしてシーズン途中に引退していた。ただ引退しても保留制度に拘束されることに対して、この裁定に持ち込んだ。
仲裁人のピーター・サイツは、事前にメジャーリーグ規則、前年1973年に選手会側とオーナー側とで結ばれた団体労働協約、統一選手契約書の条項の検討から始め、前年結ばれた労働協約に「協約の条項」に関する紛争についての仲裁条項が盛り込まれていることを確認した。これで仲裁人の裁定が絶対のものであることを確認した。そして奇妙なことに労働協約第15条に「本契約は保留制度を扱わない」という文言があり、オーナーたちはこの文言を読んで既に仲裁人が行う「裁定」にはこの紛争は入らないと考えていた。しかしサイツは別に保留制度を扱う条項が協約の中のあちこちにあることも確認した。そして統一選手契約書に記載されている第10条A項のいわゆるオプション条項と呼ばれる「1年間」という表現であった。1年間とはその1年限り有効なものなのか、それとも1年ずつ次の年も更新(ここでは自動更新のこと)できるのか、であった。また契約が切れた選手の取り扱いについて、リーグ規則4ーA・aで球団の保留リストに名前を記載される選手は契約中の場合のみであること、リーグ規則3－gで買収を禁じて契約中でなくとも保留された選手のプロテクト権を球団に与えていることも分かった。そして過去に遡って1903年1月10日に新興のアメリカンリーグと老舗のナショナルリーグが初めて結んだ協定で、各球団は契約を結んだ選手を保留することが出来て統一契約書が適用されるものとする文言を見つけた。当然ながら球団は契約が更新できたから保留の裏付けになる契約が何時でもあることになる。しかしもし裏付けとなる契約がなければ球団は選手を保留していないことになる、とサイツは考えた。
1975年11月21日と25日、12月1日の審問を経て12月23日に、仲裁人のピーター・サイツが出した裁定は、慎重に保留条項に関わる部分は判断をせず、あくまで契約に関わる部分だけを述べて、球団は統一契約書に基づいてその選手を保留する権利を有する、保有権を有している間に次のシーズンの契約を結ぶことで成り立っている。ただし特例として保有権を有する期間に契約更改ができなかった場合は拘束できず、その選手は自由契約になるというものであった。シーズン終了後の契約更改が出来なかった場合は次のシーズンはオプション条項によって球団はまだ保有権を有しているので、無契約でのプレーをして(年俸は80％が保証される)いる間に契約更改しなければ拘束するものではなくなる、という結論であった。ドジャースは抗議しボウイ・キューンコミッショナーはこの裁定を「選手、球団、ファンに破滅をもたらす」と批判したが、そもそもこの年俸調停制度は、連盟側からの提案で設置された第三者機関であり、その裁定はオーナーも選手も拘束されるとして確認されていたもので、コミッショナーといえども覆せるものではなかった。結局メッサースミスの調停持ち込みは、誰も気が付かなかったオーナー側の盲点をついたものになり、メジャーリーグの歴史を変えるものとなった。
メッサースミスはフリーとなって各球団の争奪戦となり、ブレーブスが3年で100万ドルを提示して彼はブレーブス入りした。しかし皮肉なことにブレーブスでは故障もあって期待されたほどには活躍できず、2年後にはヤンキースにわずか10万ドルのトレードマネーで放出され、1979年に古巣のドジャースに戻ってきてこの年限りで引退した。1975年までで112勝したメッサースミスは、その後4年間でわずか18勝しか実績を残せなかった。
しかしメッサースミスの特例を参考にして契約更改をせずオプションで無契約で1年間プレーしてそしてフリーになる選手が続出したため、メジャーリーグは新たな対策の検討を始めざるを得なくなった。

## 最終成績

### レギュラーシーズン
| 順     | チーム                         | 勝利   | 敗戦   | 勝率   | G差    |
| 東地区 | 東地区                         | 東地区 | 東地区 | 東地区 | 東地区 |
| ------ | ------------------------------ | ------ | ------ | ------ | ------ |
| 1      | ボストン・レッドソックス       | 95     | 65     | .594   | –      |
| 2      | ボルチモア・オリオールズ       | 90     | 69     | .566   | 4.5    |
| 3      | ニューヨーク・ヤンキース       | 83     | 77     | .519   | 12.0   |
| 4      | クリーブランド・インディアンス | 79     | 80     | .497   | 15.5   |
| 5      | ミルウォーキー・ブルワーズ     | 68     | 94     | .420   | 28.0   |
| 6      | デトロイト・タイガース         | 57     | 102    | .358   | 37.5   |
| 西地区 |                                |        |        |        |        |
| 1      | オークランド・アスレチックス   | 98     | 64     | .605   | –      |
| 2      | カンザスシティ・ロイヤルズ     | 91     | 71     | .562   | 7.0    |
| 3      | テキサス・レンジャーズ         | 79     | 83     | .488   | 19.0   |
| 4      | ミネソタ・ツインズ             | 76     | 83     | .478   | 20.5   |
| 5      | シカゴ・ホワイトソックス       | 75     | 86     | .466   | 22.5   |
| 6      | カリフォルニア・エンゼルス     | 72     | 89     | .447   | 25.5   |

| 順     | チーム                         | 勝利   | 敗戦   | 勝率   | G差    |
| 東地区 | 東地区                         | 東地区 | 東地区 | 東地区 | 東地区 |
| ------ | ------------------------------ | ------ | ------ | ------ | ------ |
| 1      | ピッツバーグ・パイレーツ       | 92     | 69     | .571   | –      |
| 2      | フィラデルフィア・フィリーズ   | 86     | 76     | .531   | 6.5    |
| 3      | ニューヨーク・メッツ           | 82     | 80     | .506   | 10.5   |
| 4      | セントルイス・カージナルス     | 82     | 80     | .506   | 10.5   |
| 5      | シカゴ・カブス                 | 75     | 87     | .463   | 17.5   |
| 6      | モントリオール・エクスポズ     | 75     | 87     | .463   | 17.5   |
| 西地区 |                                |        |        |        |        |
| 1      | シンシナティ・レッズ           | 108    | 54     | .667   | –      |
| 2      | ロサンゼルス・ドジャース       | 88     | 74     | .543   | 20.0   |
| 3      | サンフランシスコ・ジャイアンツ | 80     | 81     | .497   | 27.5   |
| 4      | サンディエゴ・パドレス         | 71     | 91     | .438   | 37.0   |
| 5      | アトランタ・ブレーブス         | 67     | 94     | .416   | 40.5   |
| 6      | ヒューストン・アストロズ       | 64     | 97     | .398   | 43.5   |

### オールスターゲーム
- ナショナルリーグ 6 - 3 アメリカンリーグ

MVP：ビル・マドロック (CHC) / ジョン・マトラック (NYM)

### ポストシーズン
|  | リーグチャンピオンシップシリーズ | リーグチャンピオンシップシリーズ |   |  | ワールドシリーズ | ワールドシリーズ |
|  |                                  |                                  |   |  |                  |                  |
|  | アメリカンリーグ                 |                                  |   |  |                  |                  |
|  | ボストン・レッドソックス         | 3                                |   |  |                  |                  |
|  | オークランド・アスレチックス     | 0                                |   |  |                  |                  |
|  |                                  |                                  |   |  |                  |                  |
|  | ボストン・レッドソックス         | 3                                |   |  |                  |                  |
|  |                                  | シンシナティ・レッズ             | 4 |  |                  |                  |
|  | ナショナルリーグ                 |                                  |   |  |                  |                  |
|  | ピッツバーグ・パイレーツ         | 0                                |   |  |                  |                  |
|  | シンシナティ・レッズ             | 3                                |   |  |                  |                  |

#### リーグチャンピオンシップシリーズ
| 10/4 – | アスレチックス | 1 | - | 7 |  | レッドソックス |
| 10/5 – | アスレチックス | 3 | - | 6 |  | レッドソックス |
| 10/7 – | レッドソックス | 5 | - | 3 |  | アスレチックス |

| 10/4 – | パイレーツ | 3 | - | 8 |  | レッズ     |
| 10/5 – | パイレーツ | 1 | - | 6 |  | レッズ     |
| 10/7 – | レッズ     | 5 | - | 3 |  | パイレーツ |

#### ワールドシリーズ
- レッドソックス 3 - 4 レッズ

| 10/11 – | レッズ         | 0 | - | 6 |  | レッドソックス |
| 10/12 – | レッズ         | 3 | - | 2 |  | レッドソックス |
| 10/17 – | レッドソックス | 5 | - | 6 |  | レッズ         |
| 10/15 – | レッドソックス | 5 | - | 4 |  | レッズ         |
| 10/16 – | レッドソックス | 2 | - | 6 |  | レッズ         |
| 10/21 – | レッズ         | 6 | - | 7 |  | レッドソックス |
| 10/22 – | レッズ         | 4 | - | 3 |  | レッドソックス |

MVP：ピート・ローズ (CIN)

## 個人タイトル

### アメリカンリーグ
| 項目   | 選手                     | 記録 |
| ------ | ------------------------ | ---- |
| 打率   | ロッド・カルー (MIN)     | .359 |
| 本塁打 | レジー・ジャクソン (OAK) | 36   |
| 本塁打 | ジョージ・スコット (MIL) | 36   |
| 打点   | ジョージ・スコット (MIL) | 109  |
| 得点   | フレッド・リン (BOS)     | 103  |
| 安打   | ジョージ・ブレット (KC)  | 195  |
| 盗塁   | ミッキー・リバース (CAL) | 70   |

| 項目   | 選手                               | 記録 |
| ------ | ---------------------------------- | ---- |
| 勝利   | キャットフィッシュ・ハンター (NYY) | 23   |
| 勝利   | ジム・パーマー (BAL)               | 23   |
| 敗戦   | ウィルバー・ウッド (CWS)           | 20   |
| 防御率 | ジム・パーマー (BAL)               | 2.09 |
| 奪三振 | フランク・タナナ (CAL)             | 269  |
| 投球回 | キャットフィッシュ・ハンター (NYY) | 328  |
| セーブ | リッチ・ゴセージ (CWS)             | 26   |

### ナショナルリーグ
| 項目   | 選手                         | 記録 |
| ------ | ---------------------------- | ---- |
| 打率   | ビル・マドロック (CHC)       | .354 |
| 本塁打 | マイク・シュミット (PHI)     | 38   |
| 打点   | グレッグ・ルジンスキー (PHI) | 120  |
| 得点   | ピート・ローズ (CIN)         | 112  |
| 安打   | デーブ・キャッシュ (PHI)     | 213  |
| 盗塁   | デイビー・ロープス (LAD)     | 77   |

| 項目   | 選手                                                    | 記録 |
| ------ | ------------------------------------------------------- | ---- |
| 勝利   | トム・シーバー (NYM)                                    | 22   |
| 敗戦   | リック・ラッシェル (CHC)                                | 17   |
| 防御率 | ランディ・ジョーンズ (SD)                               | 2.24 |
| 奪三振 | トム・シーバー (NYM)                                    | 243  |
| 投球回 | アンディ・メッサースミス (LAD)                          | 321⅔ |
| セーブ | ロウリー・イーストウィック (CIN) アル・ラボスキー (STL) | 22   |

## 表彰

### 全米野球記者協会（BBWAA）表彰
| 表彰         | アメリカンリーグ     | ナショナルリーグ            |
| ------------ | -------------------- | --------------------------- |
| MVP          | フレッド・リン (BOS) | ジョー・モーガン (CIN)      |
| サイヤング賞 | ジム・パーマー (BAL) | トム・シーバー (NYM)        |
| 最優秀新人賞 | フレッド・リン (BOS) | ジョン・モンテフュスコ (SF) |

### ゴールドグラブ賞
| 守備位置 | アメリカンリーグ             | ナショナルリーグ               |
| -------- | ---------------------------- | ------------------------------ |
| 投手     | ジム・カート (CWS)           | アンディ・メッサースミス (LAD) |
| 捕手     | サーマン・マンソン (NYY)     | ジョニー・ベンチ (CIN)         |
| 一塁手   | ジョージ・スコット (MIL)     | スティーブ・ガービー (LAD)     |
| 二塁手   | ボビー・グリッチ (BAL)       | ジョー・モーガン (CIN)         |
| 三塁手   | ブルックス・ロビンソン (BAL) | ケン・レイツ (STL)             |
| 遊撃手   | マーク・ベランジャー (BAL)   | デーブ・コンセプシオン (CIN)   |
| 外野手   | ジョー・ルディ (OAK)         | シーザー・セデーニョ (HOU)     |
| 外野手   | ポール・ブレアー (BAL)       | ギャリー・マドックス (PHI)     |
| 外野手   | フレッド・リン (BOS)         | シーザー・ジェロニモ (CIN)     |

### その他表彰
| 表彰                   | アメリカンリーグ         | ナショナルリーグ          |
| ---------------------- | ------------------------ | ------------------------- |
| カムバック賞           | ブーグ・パウエル (CLE)   | ランディ・ジョーンズ (SD) |
| 最優秀救援投手賞       | リッチ・ゴセージ (CWS)   | アル・ラボスキー (STL)    |
| 最優秀指名打者賞       | ウィリー・ホートン (DET) | -                         |
| ロベルト・クレメンテ賞 | -                        | ルー・ブロック (STL)      |
| ハッチ賞               | -                        | ゲイリー・ノーラン (CIN)  |
| ルー・ゲーリッグ賞     | -                        | ジョニー・ベンチ (CIN)    |
| ベーブ・ルース賞       | ルイス・ティアント (BOS) | -                         |

### アメリカ野球殿堂入り表彰者
BBWAA投票
- ラルフ・カイナー

ベテランズ委員会選出
- アール・アベリル
- バッキー・ハリス (監督)
- ビリー・ハーマン

ニグロリーグ委員会選出
- ジュディ・ジョンソン